# Moon Whistle
『Moon Whistle』（ムーンホイッスル）は、神無月サスケが制作したロールプレイングゲーム。1999年10月のコンテストパークにおいて金賞を受賞したRPGツクール95製の作品であり、2011年4月22日にはリメイク版であるRPGツクールXP製の『Moon Whistle XP』が公開されている。略称はムンホイ。

## 概要
1999年、10月1日、コンテストパークにて初公開され、翌月に金賞を受賞したフリーゲームである。フリーソフトのRPGとしては珍しい（当時としては画期的だった）現代日本風マップ、世界観を採用している。ほのぼのとした見た目とは裏腹に、シリアスで深いテーマ性が特徴。なおかつ細部まで丁寧に作りこまれたゲーム性が称賛された。発表当時の時代を反映して、オリジナル版のみ「ポケモン」や「たまごっち」を彷彿させるモチーフが登場する。（これらはリメイク版では、名前が変更されたり、敵の姿、名前も同じく変わっている。）音楽は、後にフリー音源の配布で一躍有名になった氷石彩亜が全ての楽曲を提供している。
2011年4月、RPGツクールXPで作られたリメイク版『Moon Whistle XP』が公開され、再開されたサイトや「ふりーむ」から、ダウンロードすることが可能となった。リメイク版では、ダンジョンマップが見やすくわかりやすくなる、一部のイベントの変更、などが行われている。（詳細は後述）
Moon WhistleXPの登場により、オリジナルのMoon Whistleは、特に区別が必要な場合は「オリジナル版」、「95版(制作ツールRPGツクール95に由来する)」または「無印」などと呼ばれることが多い。またMoon Whistle XPは「リメイク版」、「XP版」または「ムンホイXP」などと呼ばれる。本項目では、オリジナルのMoon Whistleを「オリジナル版」、Moon Whistle XPを「リメイク版」と呼ぶ。

## ストーリー
幼稚園児のぜのんは、正義のヒーロー・Xレンジャーに憧れていた。ところが、何故かぜのんの街にもXレンジャーが現れるようになり、やがて2人は様々な出来事を通しながら親しくなっていく。
Xレンジャーの隠れ家に忍び込んだぜのん達は、そこにあった不思議な機械によって、別の世界に飛ばされる。そこではいじめっ子のハルトが幅を利かせていたが、ぜのん達の活躍のおかげで、彼は反省するに至った。その後ぜのん達は無事に元の世界に戻ることが出来たが、それ以降、その機械によって二つの世界を自由に行き来できるようになったぜのん達は、ハルトからマークされるようになった。
その後、その不思議な機械はタイムマシンであることが判明し、ぜのんが機械によって訪問した世界は、14年後の未来の世界であると知ることになる。14年後の世界に住む、科学少年ツェータは、ハルトのライバルであったが、ぜのん達の協力により、ともにハルトと戦うことになった。そして、Xレンジャー自身も、14年後の世界から来た人間であること、彼がタイムマシンを発明したことが判明する。
時空をまたにかける冒険の中、ぜのん達の通う幼稚園の先生、ツルタせんせいが偶然の出会いによってペットにした、言葉を話す生き物「マックス」が、実は時空を司る世界の一員であること、マックスがXレンジャーにタイムマシンを作らせたことが判明する。マックスと同じ世界に住むライバルのエイドスはこのことをよしとせず、ハルトの味方をし、対決構造はさらに激化していく。
そんな中、ツェータの住む14年後の世界が、黒い霧に覆われる。原因を探るため、ぜのん達は、霧の出ている団地に乗り込むと、そこにXレンジャーがいた。彼は、そこで彼自身が経験した過去の凄惨な記憶を思い出し、それを嘆いていた。Xレンジャーは、この世界ではなく、別のパラレルワールドから来た存在であることも、同時に判明する。
Xレンジャーは、元の世界に戻るために、ぜのん達の力も借りて、内面世界の迷宮へと挑む。そうして、苦闘の末、ついには自分の過去に打ち勝つ。
こうして、エンディングで、ぜのんは平和に卒園式を迎えた。Xレンジャーが元の世界に戻った後も、タイムマシンはその場所にあった。いつかまた、ぜのんのように、冒険好きな子供たちがここに迷い込んで、新たな冒険を始めてくれるように。
（以上は、Moon Whistle XP版のシナリオをベースにしたあらすじである。オリジナル版は、終盤の展開が若干異なる）

## ゲームプレイ
ゲームは、1980年代（設定によると1982年）の日本のとある街「もとまちタウン(モデルは福岡県飯塚市の本町周辺)」を舞台とし、主人公ぜのんが、ひまわり幼稚園の年長組に入る4月から、幼稚園を卒園するまでの1年間を描いている。実際にプレイヤーが操作するのはそのうちの幾日かで、通常は朝の幼稚園のシーンに始まり、放課後になってから町を探索する。ゲームは全てのイベントが一日限りで終了する「一日完結型」で進行する。やるべきことを全て終えると夕方になり、その後、ぜのんの家で母親に話しかけると、その一日が終了する。
マップの移動は「でんしゃごっこ」という特技でスムーズに行なえるようになっていて、また町の人の発言も3ヶ月ごとに一新されるなど、比較的システマティックなゲーム構成になっている。ストーリー本編とは関わりないが、済ましておくとゲーム進行に有利になる（アイテムをもらえる、技を覚える）隠しイベントも多数ある。
舞台となる「もとまちタウン」では、商店街、マンション、幼稚園、学生寮、商社ビルなどがあり、マップを探索するのが楽しい。そこでは多くの人が存在し、イベントが進むことによりセリフもそれぞれ変わっていく。話し掛けなくても進行にはほぼ関係なく、プレイヤーの自由性が配慮されている。
ダンジョンとなる下水道や裏山では、ランダムエンカウントによる戦闘が行われる。また、シナリオ上、重要な敵キャラとのボス戦もある。主人公達が戦う敵の種類は、人間のいじめっ子の他に、「ナメクジラー」のようにナメクジとクジラをあわせたような駄洒落になった敵、施設の中では「おそうじキャラさん」などロボットの敵も登場し、バラエティにあふれている。
戦闘で主人公達は魔法の代わりに特技を使って戦う。主人公ぜのんは「タイフーン！」など風系の攻撃を、なるみは炎の「バクレツ」や氷の「カッチン」など多様な技を使えるなど、全員が強力な攻撃特技を持っている。回復についても、ぜのんは「星の砂！」や「月光！」といった幻想的な技を使うことが出来る。なお、技の後にある！は、全体に効果があることを意味する。この記号のない技の効果範囲は1体となる。
主人公達の装備にも幼稚園児や小学生らしいものが多い。装備部位は「ぶき」「ぼうし」「うわぎ」「かばん」「アクセサリ」で、「ぼうし」「うわぎ」「かばん」は、一般的なRPGの「兜」「鎧」「盾」に相当する。武器の例として、「みずでっぽう」や「ちゃんばらの刀」、「うわぎ」の例としては「スモック」「ふろしきのマント」など、子どもらしさを前面に出した装備がメインとなっている。

## リメイク版 Moon Whistle XP とオリジナル版 Moon Whistle の相違点
オリジナル版からの主な改善点を列挙する。

### 動作環境の改善点
対応OSの拡大
オリジナル版はWindows XP以降での動作が不安定であり、ウィンドウの選択肢の色が潰れて見えなくなったり、フルスクリーンからウィンドウに切り替えると強制終了するなどの問題もあった。リメイク版ではそれらの問題は改善され、Windows 8.1など最新のOSにも対応している。

### システム上の改善点
操作性の大幅改善
ダッシュ用のボタンがあり、移動中は4倍の早さで移動、戦闘中は高速に戦闘が進む、メニュー画面ではどの画面でも一発でマップ画面に戻ることができる。このボタンの搭載により、クリアまでのプレイ時間も大幅に短縮できることになった。オリジナル版では20～30時間と言われたクリア時間がリメイク版では10～15時間(最短で4時間前後)と言われているのは、ダッシュ用のボタンによる時間短縮に拠るところが大きい。また、斜め移動が可能になるなど、操作性は細部にわたって改善されている。
ランダムエンカウント関連の改善
リメイク版ではオリジナル版と同様、ランダムエンカウントを採用しているが、エンカウントが発生する場面では画面右上にモンスターの顔をかたどった「敵が出ますアイコン」が表示されるようになった。また、新たに追加された隠し要素で「アガペーリング」という、装備中は(一部マップを除く)全てのランダムエンカウントを回避できる装備を入手可能になった。以上により、ランダムエンカウントにおけるストレスが大幅に減少している。
アイコングラフィックの新規導入
アイテム（かばんのなかみ）、特技、装備などに新たにアイコングラフィックが付くようになった。これによって、オリジナル版では名前から想像するしかなかった武器や防具の形状が、リメイク版では形を見ることが出来るようになり、楽しさが増した。

### メインシナリオ上の改善点
シナリオのマイナーチェンジ
オリジナル版では全22章だったシナリオが、リメイク版では全23章に書き換えられている。いくつかのエピソードはシナリオ内容が置き換えられている（第9～10章の一部、第14章、第22章以降など）うえ、既存のエピソードでも細部にわたって台詞や展開の置き換えなどが行われている。
登場人物の設定変更
悪役のハルトおよび、その家族が、オリジナル版とリメイク版で設定が異なる。オリジナル版ではハルトの父のノアがオニヅカ株式会社の社長で、ハルトを甘やかしていたが、リメイク版ではその役割は祖父のマグマに置き換えられ、父のノアはハルトを厳しくしつけ、マグマと対立する役割となっている。このためオリジナル版では一貫した悪役だったハルトが、リメイク版でのハルトはマグマとノアの板ばさみで気持ちが不安定になるキャラとして描かれている。
NPC(ノンプレイヤーキャラ)の追加
リメイク版では脇役のコロンとハルトが、特定の章だけNPCとして仲間に参加するようになった。各自の特技や装備を持ち、戦闘にも参加するが、装備の変更が出来ない点が主役格のキャラと異なる。

### サブイベント上の改善点
隠し要素の大幅追加
オリジナル版では、レベルアップでは覚えない強力な特技や、店では買えない強力な装備を手に入れるための隠し要素が多数存在した。リメイク版ではそれらの要素がさらに大幅に追加されている。これに伴い、オリジナル版では最強武器が存在したのがぜのんとなるみだけだったのが、リメイク版ではつくも、ツェータ、マックスにも最強武器が追加され、全員の最強武器が存在することになった。また、最強特技についても、つくも、ツェータに追加され、全員が特徴的なものを覚えるようになった。
既存の隠し要素のマイナーチェンジ
オリジナル版に存在したそれぞれのイベントについてもその多くが加筆修正され、よりドラマを感じさせるものになっている。
屋内の雑多な物を調べたときのメッセージ
リメイク版では、屋内に配置された雑多な置物（例えば、冷蔵庫やテレビ、パソコンなど）を調べたときにも、気の利いたメッセージが表示される。これらのメッセージの導入により、そこの住人達の、台詞だけからは分からない性格などを垣間見ることが出来るようになった。なお、これらはシナリオに直接の関係がないため、混同を避けるため通常と違う色のウィンドウで表示される。

### マップ上の改善点
マップの大幅加筆およびマイナーチェンジ
リメイク版はオリジナル版のマップをベースにしているが、一部拡張された部分がある。例えばオリジナル版では平屋だった幼稚園が3階建てになり、2階は「おひるねルーム」となり、全滅後の再開場所になっている。また、香月研究所でも、秘密の研究所のマップが追加された。以上はほんの一例である。
隠しイベント用に新たにマップが大幅に加筆されたり、描きなおされたりしている。例えば、カルラに会う洞窟は、オリジナル版では町の中であったが、新たに「風の吹く丘」というマップが新規に追加されており、そこになっている。
リメイク版で新規追加されたものについてはそのために大幅にマップが追加されている。

### 素材の新規追加
BGMの追加
オリジナル版では全54曲だったBGMに、新たに11曲が追加されている。このうち10曲はリメイク版のために作られたものである(残りの1曲はアナザームーンホイッスルの曲の再利用)。これらのBGMについては、オリジナル版のものも含め、氷石彩亜のサイト内のページで試聴が可能である。
独自のグラフィックの追加
オリジナル版ではRPGツクール95に標準添付された素材を一部そのまま利用していたため、ファンタジー風の見た目で現代物の本作としては若干違和感がある部分が見られた。例として、建物の戦闘背景が宮殿風であるなど一部の戦闘背景、隠し要素のボスのカルラやリュウジン、ラスボスなどの主要な敵キャラが挙げられる。リメイク版ではこれらの素材は全て新たにオリジナルのものが描きおろされている。他にもリメイク版で新たに追加されたグラフィックは多く、マップ上のキャラクターも、デパートのマヌカンや割烹着を着た女性など、新たに描きおろされている。

### 細かい部分の主な改善点
レベルアップで覚える特技の追加
ゲームバランスを考慮しての配慮である。ぜのんが蘇生魔法「リバイブ」を、なるみが回復魔法「サンフラワー！」「御来光！」を、つくもが素早さを下げる「ドンソク」を覚えるようになった。
シナリオ上の名称変更
オリジナル版では「ロケットモンスター」という玩具が登場したが、リメイク版では「シャトルキッズ」に変更されている。「ポケットモンスター」のオマージュといえるキャラが多数登場したが、リメイク版では全て名称、グラフィックともに本作オリジナルのものに変更されている。また、オリジナル版では「ディジたまご」という、中でデジタルの生き物が飼えるという「たまごっち」に似たゲームが登場し、シナリオにも絡んでいたが、この設定を使ったシナリオは全て置き換えられた。
装備やアイテムの名称変更
武器では「れんしゃのピストル」「ダブルのメガホン」がそれぞれ「エアガン」「ラージメガホン」に変更された。これは連続攻撃が出来ないのにそれと誤解させる名称だったからである。また、なるみの最強武器「コスミックフォージ」、回復アイテム「さいころキャラメル」がそれぞれ「魔法の羽ペン」「ひみつのキャラメル」に変更されている。これらは商標関連によるものである。また、シナリオでも登場した「ディジたまご」「ディジたまごdash」は「電子ペンダント」「プラズマキーホルダー」の名称に置き換えられている。

## 登場人物

### 主人公および主役
ぜのん
本作の主人公。幼稚園児の年長組。苗字は｢二宮｣。正義の味方になるのが夢で、テレビのヒーローXレンジャーに憧れている。特徴が無いのが特徴なキャラクター。
戦闘では攻撃系および回復系の特技を使う。武器はおもちゃの銃など。
なるみ
ぜのんのクラスメートで友人。苗字は｢所沢｣。活発で気が強く、ツルタ先生に口で勝つほどでもある。ぜのんの向かいの家に住んでおり、彼女と話すことでその日の冒険が始まる。逆に言えば、彼女無しで冒険に行く事は不可能である。（16章序盤と最終章は除く）情報提供やぜのんにタイムマシンを使わせたりと、彼女の行動力無くして冒険は成り立たない。ぜのんの事が好きで、｢将来はぜのんと結婚する｣などと言う描写もある。でんしゃごっこは彼女がいないと使用できない（最終章以外）。家族は父と母との3人暮らしで、ペットのジョンも居る。パーティー内で唯一家族にいつでも会えるキャラクター。
戦闘では攻撃系特技のエキスパートである。リメイク版のみ彼女オリジナルの回復特技を覚える。武器はハリセンやかざぐるまなどオリジナル性が高いものである。
つくも
小学校四年生のガキ大将。当初は、ぜのんとなるみと敵対していたが、2人の実力を認め、秘密基地のメンバーに誘う。苗字は｢金城｣。本人曰く｢話が長い｣ので、会話をしただけで冒険の終わってしまう日もある。だが、話自体はもとまちシティの子供を引き込むまでの説得力がある。花火職人の息子である為、ドンパンと言う特技で障害物を壊すことができる。ただ、後半ではストーリーに絡むことがほとんどない。リメイク版では離れて暮らしていた母、弟と父で一緒に4人で暮らす事になっている。
夏休みの間は里帰りをしているため仲間にはできない。その間の出来事がアナザームーンホイッスルでの物語となる。
リメイク版では夏休みの自由研究として、変わったソフトドリンクの収集をして話題を呼ぶ。彼が収集した物として実在する製品名などが作中に多数登場する。「インカ・コーラ」、「メッコール(作中では『麦コーラ』)」、「ルートビア」、「ガラナドリンク」といった通好みの物の他に、作品の舞台の80年代の福岡県では入手困難だった地域限定の飲み物（関東限定の「ドクターペッパー」、栃木限定の「レモン牛乳」、千葉や茨城など限定の「マックスコーヒー」）が登場する。
戦闘では高い攻撃力を活かして戦う他、MPは低いものの攻撃系の特技を得意とする。主な武器はおもちゃの刀やけんだまなど。
ツェータ
もとまちシティに住む発明家の少年で、本名は｢香月亮太｣。4人の中では最年長の小学校5年生。基本的には大人しく、優しい性格だが、マグマの反省しない行動に痺れを切らしポリグラをかけた時もある。ピンチの所をぜのん達に助けられ、以後友人となる。頭が良いことからハルトに仲間になるよう言われるが、断った為にいじめられていた。彼の発明はぜのん達を助け、物語にも大きく関わることとなる。父と母が離婚しているため、父子家庭である。リメイク版では、コロンちゃんの家と再婚予定という事になっている。アナザームーンホイッスルではパーティー内で唯一登場しなかった。
戦闘では使い勝手の良い攻撃系の特技を使うため攻撃の要になってくれる反面、HPが低く打たれ弱い。武器は虫眼鏡やドライバー、半田ごてなど工具類が多い。
マックス
言葉を話す謎の生き物。大きなメガネと語尾に「～にゃあ」と付くのが特徴。閉じ込められていた所をぜのんに助けられ、以後はツルタ先生の元で暮らすようになる。謎の多い存在であるが、シナリオの過程で時の神殿の神官であることが明かされる。
戦闘ではあらゆる種類の魔法を使いこなすことが出来、MPも高い賢者系。攻撃力は低く、武器は杖。

### 仲間になる人物
Xレンジャー
もとまちタウンに突如現れた正義の味方。中の人はテレビとは異なり、近所の大学生を自称する。ぜのん達との交流の中で、自身の真実と向き合うことになる。
レベルが最高の99(オリジナル版では100)で、能力値も最高である。特技は攻撃系と回復系の最高クラスを覚えている。装備はレーザービームと変身セット一式。
ハルト
もとまちシティのいじめっ子。苗字は｢鬼塚｣。社長の息子で羽振りがよく、高性能のロボットなどを所持している。数多くの悪行を重ねるが、タイムマシンに心は綺麗と判断されていて、繊細な心の持ち主でもある。物語の真実に深く関わる人物。リメイク版ではイベントや最終章に仲間にする事が可能。
戦闘では攻撃魔法「ねたみの炎」や敵全体を毒にする「どろだんご」などに加え、魔族専用の強力な攻撃技を覚える。武器はエアガン。
コロン
もとまちシティに住む、ツェータの妹のような存在。その為ツェータとは仲がよく、いつもいじめられているツェータの心配をしてくれたり、幽霊にさらわれた際は、真っ先に彼に助けを求めるよう友達に言ったりもしている。特技は折り紙で、自作の折り紙の折り方を開発していたりする。リメイク版ではイベントや最終章で仲間にすることが可能。
戦闘では回復系の特技のエキスパートで、低レベルから蘇生の特技が使える。また自分のMPを少し回復する特技と他の仲間にMPを少しおすそわけする特技が使えるため、彼女が仲間の間は、移動中はMPに困ることがなくなる。武器はかざぐるま。
クロスカイザー
ツェータの父の研究所が開発した巨大メカ。クロスカイザーはリメイク版の名前で、オリジナル版では特に名前がなく「巨大メカ」とだけ呼ばれていた。ツェータとXレンジャーが乗り込んでハルトの祖父マグマが開発した巨大メカ達と戦うことになる。
戦闘では砲台を備えており、特技「Xバーナードラゴン」を使える。また、通常の人間用回復特技ではHPは回復しないが、特技「自己修復」で破損部分を修復しHPを回復できる。また、バグとして、戦闘中に「そうびがえ」を行うと、何故か人間用の装備であるはずの「じって」や「はにわアーマー」「げんじのカブト」が装備できてしまう。

### ひまわり幼稚園の人物
シナリオ上主要な人物のみを挙げる。
ツルタ先生
ぜのんの担任の先生。ゆりぐみ。時に優しく厳しく、ぜのん達を導いてくれる。周囲から不審人物と疑われるXレンジャーに対しても、友好的・好意的な態度を見せる。Xレンジャーの正体を見抜く。
キノト
ぜのんのクラスメイト。なかなか目立たないと嘆いている。Xレンジャーに会うために主人公達を尾行するがピンチになったところをXレンジャーに助けてもらうなど、行動力はある。幸薄い性格で、14章(リメイク版のみ)の誕生日で皆から貰ったプレゼントが皆百円均一のものばかりだったとすねている。あけぼのコーポの203号室に住み、「かのえ」という姉がいる。彼女から「キノトに赤いランドセルを背負わせたい」などと言われている。
さとる
ぜのんのクラスメイト。勉強が出来る子で、将来はゲームクリエイターになりたいと話している。マックスが好き。もとまちシティに同名のキャラがゲーム製作会社「ビブリオムーン」の社員におり、第13章で彼との共通点が判明する。

### 主役の家族
シナリオ上主要な人物のみを挙げる。
ノア(オリジナル版)
ハルトの父にしてオニヅカコングロマリットの社長。ハルトを甘やかし、戦闘メカのおもちゃを作ってあげるなどする。
マグマ(リメイク版)
ハルトの祖父にしてノアの父。本名は不明。ハルトを甘やかし、常にノアと対立している。ハルトを社長にしようと常に彼に帝王学を学ばせている。元オニヅカ株式会社の社長だったが、今は社長の座をノアに譲り、会長になっているが、未だに経営に口を出すことでノアから疎まれている。社長時代はワンマン経営でそれゆえに会社が傾きかけたこともあった。カルト宗教の教祖的なカリスマがあり、会長に退いた後も彼を経営の神様とあがめる社員は少なくない。ハルトの部屋には彼の著書(ビジネス書)があり、人の言うことは聞くな、とワンマン経営の大切さを訴えている。
ノア(リメイク版)
ハルトの父。本名は不明。ハルトをきちんとした人格者に育てようと厳しくしつけようとするため、教育方針で常にマグマと対立している。オニヅカの現社長であり、マグマのワンマン経営で傾きかけた会社を、社員の声に耳を傾け立て直させた。マグマはそのことを評価せず、それゆえにマグマと経営方針が常に対立する。ツェータの父の研究所とはマグマの代ではライバル関係にあったが、ノアは彼の技術力を高く評価し、提携を考えている。
ミスターＫ
本名は香月圭介。ツェータの父。「ミスターＫ」はリメイク版での愛称で、オリジナル版では「カッパー」。天才肌であり、彼が所長を務める香月研究所は自宅を兼ねており、助手は３人と小規模ながら、革新的な研究により大きな成果を挙げている。自宅の敷地内に小型の風力発電所を作っている。助手にも内緒で秘密裏に巨大メカの研究を進めており、主人公ぜのん達にだけはその詳細を話してくれる。第13章以降でパーティーにツェータ不在の状態で助手達に話をするとバツイチで現在独身であることを教えてくれる。
ハヤテ
つくもの父。大工であり、子供たちと一緒に秘密基地を作った。パチンコが好きで、景品のキャラメルを子供たちに配ったりする。子供の心を持っているが酒が好きな大人。花火職人でもあることが外伝のアナザームーンホイッスルで明かされる。

### 時の神殿の人物
シナリオ上主要な人物のみを挙げる。
エイドス
時の神殿の神官にしてマックスのライバル。ことあるごとにマックスや彼の味方をするぜのん達の前に立ちはだかる。時の神殿の神官。最初はハルトをそそのかしてぜのんを苦しめたり、ぜのん達と戦闘になったりするが、最後は時の神殿の危機を救うためマックスと和解し協力する。
パトス
時の神殿の神官。マント羽織り杖を持った少年のいでたち。マックスが好きでマックスを追ってぜのんの住むもとまちタウンまでやって来た。うまく話を進めれば装備すると動物と話が出来るソロモンのゆびわをくれる。
ボラティル
時の神殿の長。人類の時間を統括する「スフィア」を守っており、時の流れは一つであるべきと主張している。エイドス含め多くの神官は彼をあがめ、その言葉に従わないマックスを軽蔑しているが、時の神殿に危機が訪れるたびに徐々に風向きが変わり、彼もマックスの言うことを信じている。仮面をつけており、その表情は片方が笑顔、片方が悲しみである。心の中に闇を内包しており、ラストダンジョンのボスはこの闇が実体化したものである。物語終了の際のエンディングの中でクロノス(ちょうろう)の説教を受けている。名前の由来はC言語の「volatile(ボラタイル)」。
クロノス(ちょうろう)
もとまちタウンのときめきの森を長い時間に亘って守り続ける存在。フクロウの頭を持つ人型の精霊。最初に出会ったときはちょうろうと名乗る。実態は時の神殿に所属しており、ずっと封印されていた。ボラティルの前の神殿の長であり、彼が神殿の長を務めていた時代には時の流れは人間の思いと決断によって複数の可能性があり運命は変えられるべきと主張していた。主張がボラティルと対立していたが、最後はボラティルが彼の考えを聞き入れる。

### その他主要な脇役
フヒフヒ
神社の裏山にすむ変な生き物。風船のような体で、語尾に「～フヒ」と付くのが特徴。彼を退治しに行くのが最初の冒険となる。7章以降は住処を奪われて困っているので助けてあげると重要なサブイベントに入るための方法を教えてくれる。続編のアナザームーンホイッスルにもこっそり登場している。
ヒャクエンキンイッツー(リメイク版)
リメイク版のみに登場。略称でヒャッキンと呼ばれることも。百円均一の店の看板が品物を詰め込んだリュックサックを背負っている外見。14章で百円均一が起きるイベントに登場し、キノトを慰める。空を飛ぶ能力や時間を超える能力があり、環境保護や物を大切にすること(ハルトとツェータがデパートの屋上で大会で勝負するイベントを開始しようとした際に使う電池のことで指摘するために乱入し、乱入されたことによって大会が急遽中止される。)を説く。実は時の神殿の神官の一人であり、時の神殿で出会ったときはマックスに秘伝の技を教えてくれる。
キタムラの社長
なるみの父が勤務する印刷会社「キタムラ」の社長。なるみの父と二人三脚で会社を経営している。息子(リメイク版のみ登場)は「ジュニア」と呼ばれ仕事を手伝っている。普段はまじめな性格だが、ある時ビジネス書に触発されて経営拡大を狙い、周囲をてんてこまいにし、なるみの父も巻き込まれることになる。
アドン
もとまちタウンの「『吸収大学(名前の由来は九州大学)』の学生寮」の屋上にいる人物。大学生で教職を目指しており、教育実習にも行っている。リメイク版では人当たりのよい人物として他の学生の相談も受けて頼られる存在として描かれているが、オリジナル版では幼稚園を覗いて「可愛い天使たちを見ていると心が和む」と言ったり、ぜのんに対して積極的にスキンシップを迫るなど、あやしげな人物として描かれていた。
タミオ
もとまちタウンに時折現れる旅人。あちこちをさすらう人で旅の話をしてくれる。「さすらいの道の途中で」や「人も景色も忙しそうに」など、ユニコーンの奥田民生の曲の歌詞をよく引用して話をする。

## 続編など
続編として、RPGツクール2000で製作された『Another Moon Whistle』（アナザームーンホイッスル）がある。ムーンホイッスルの登場人物の一人である「つくも」の夏休みがメインとなるスピンオフ作品。舞台の町は違うが、若干のストーリー的繋がりはある。
2006年4月17日にツクールモバイル＠RPGにて公開された作品『ぼくのすむまち』では、マックスなどのムンホイシリーズに登場したキャラクターが出演している。ツクールモバイル＠RPGは2007年にサービス終了となったが、その後RPGツクールVXに移植され2008年に『ぼくのすむまちVX』として新たに公開された。
2015年4月25日には、Amazon.co.jpにおいてKindle本である『小説ムーンホイッスル』が発売されている。神無月サスケが2013年に著した本作の小説版となる作品であり、イラストは飛鳥好一が担当している。

## 制作背景
神無月サスケは、本作のシナリオについて「思いっきり濃く」作ったとしており、一般受けについてはあえて考えなかったと述べている。しかし戦闘のバランスなど「システム的な部分」については、プレイヤーに配慮して製作したとしている。
リメイク版の制作にあたっては、オリジナル版における「気に入らなかった部分」の改善を心がけたとしている。そしてシナリオの「どこを変更して、どこをそのままにすればよいのか」悩んだが、最終的には「変更点を最小限にとどめ、大筋はオリジナル版に従う形」になったと述べている。
なお神無月サスケは、ゲーム制作において一番影響を受けている作品として『MOTHER』をあげており、「ゲーム以外の価値観」を含む「人生の幅広さ」が込められた作品であるとしている。そして糸井重里について「あまりにも人生経験が広すぎるので、全然かなわない」と述べている。

## 評価
本作のオリジナル版は1999年10月のインターネットコンテストパークにおいて金賞を受賞した作品であり、同年の人気作品ベスト1となっている。また第4回アスキーエンタテインメントソフトウェアコンテストにおいて佳作に選ばれている。2002年のインターネットコンテストパーク「総合人気作品ベスト10」では、31票を獲得し第8位となっている。リメイク版は、「フリゲ2011 あなたが選ぶ今年のベストフリーゲーム」において64票を獲得し第3位となっている。

### オリジナル版
コンテストパークでは、物語と登場人物が「いい味を出して」いると評価されており、また「細かい演出や、魔法の名前、春と秋でのBGMの変更など」から「プレーヤーに対する配慮」が感じられる作品と評されている。一方で「ここまで話が長いと『イベントが発生して1日が終わる』というシステムにもちょっと飽きてくる」とも評されている。
アスキーエンタテインメントソフトウェアコンテストでは、「巧妙にはられた伏線」と次第に明らかになるぜのんとXレンジャーの秘密が見どころの作品とされている。「キャラクターやモンスターのグラフィックが、ほのぼのとしたゲームの雰囲気をうまく表現」してると評されており、「作品全体の完成度の高さ」についても評価されている。
インターネットコンテストパーク「総合人気作品ベスト10」では、「ほのぼのとした雰囲気のなかにドキリとさせられるシークエンスが織り交ぜられ、たまらない魅力を構築している」と評価されており、「“RPG”というゲームとしてのおもしろさがしっかりしているというのも、幅広い層の人たちから支持を受けているポイントだろう」と評されている。
『遊べるゲーム フリー＆シェアソフト厳選160』（成美堂出版）では、「編集部が選ぶ! 興奮したゲームソフトBEST10」の4位として紹介されており、「ほのぼのとした小道具とは裏腹に、風刺の利いた辛口のストーリーが魅力」であると評されている。
コンテストパークの審査も担当していたゲームクリエイターの重歳謙治は、「ノスタルジーと心の弱さをテーマにしたシナリオ」が多くのプレイヤーから共感を得た作品であるとしている。

### リメイク版
ベクターの新着ソフトレビューでは、「ストーリーも戦闘も非常によく作り込まれている」と評価されており、「特に子ども視点での描き方が秀逸で、まるで自分が本当の園児になったかのような感じを覚える」と評されている。そして「世界観を壊さないよう、随所に細やかな気配りがされている点」についても評価されている。また「ストーリー全編にわたって散りばめられた謎の数々」が「個人的にこのゲームの最大の魅力」とされている。
Crowdrive Gamesでは、「幼稚園児が主人公という異色のRPG」として紹介されており、「王道のおつかい系ストーリー」であるが「子供が主人公だからこそ、大人のプレイヤーにとっては胸に響く展開」の作品になっていると評されている。
ツクールwebのコーナー「名作図書館」では、「ストーリーのひとつひとつはわかりやすい勧善懲悪ものだが、そこには作者の強いメッセージが込められている」と評されており、「童心に返ってだいぼうけんを楽しむ一方で、成長した者としては考えさせられる奥行きもある作品」とされている。